# Lepidopilum surinamense
Lepidopilum surinamense là một loài rêu trong họ Daltoniaceae. Loài này được Müll. Hal. mô tả khoa học đầu tiên năm 1848.